# Charles Geerts (labdarúgó)
Charles Geerts (Antwerpen, 1930. október 29. – 2015. január 31.) belga labdarúgókapus.
A belga válogatott tagjaként részt vett az 1954-es labdarúgó-világbajnokságon.